# 艾格妮絲·貝登堡
艾格妮絲·史密斯·貝登堡（英語：Agnes Smyth Baden-Powell，1858年12月16日—1945年6月2日）為羅伯特·貝登堡的妹妹，對於女童軍運動的投入程度不下於其長兄的童軍運動。

## 早期生活
艾格妮絲生長於10個小孩的家庭，當時命名為艾格妮絲·史密斯·鮑威爾，為第9個小孩，第3個女兒。他的父親，貝登·鮑威爾則是牛津大學的薩維爾幾何學教授。
她的母親，亨莉艾塔·葛瑞絲·史密斯，則是鮑威爾第3任妻子（前兩任皆過世），並且有音樂和藝術的才華。
當艾格妮絲只有2歲的時候，貝登·鮑威爾就過世了。由於鮑威爾過世後的榮耀，其母親亨莉艾塔決定將他們的姓氏冠上「貝登」（Baden），變成現在熟知的「貝登堡」（Baden-Powell）。

## 外部連結
- Short biography of Agnes Baden-Powell (Archived 2009-10-24)
- Another biography of Agnes Baden-Powell